# حزب شارت تاي
حزب شارت تاي (حزب الأمة التايلندية)  (بالتايلندية:พรรคชาติไทย) هو حزب سياسي محافظ تايلاندي تم حل الحزب من قبل المحكمة الدستورية في 2 ديسمبر 2008م جنبا لجنب معا حزب الشعب التايلاندي وحزب ماتشيما وتم حظر قيادي الحزب من ممارسة السياسية لمدة خمس سنوات ومن ابرزهم زعيم الحزب ورئيس الوزراء السابق بانهارن سيلبا أرتشا , بعد حل الحزب أسس معظم نواب الحزب المنحل حزب جديد تحت أسم حزب تشارتثايباتانا [الإنجليزية]